# بروميد الصوديوم
بروميد الصوديوم هو مركب كيميائي له الصيغة NaBr، ويكون على شكل بلورات عديمة اللون والرائحة، أو على شكل مسحوق بلوري أبيض.

## الخواص
ينحل بشكل جيد بالماء وذلك بتفاعل معتدل.
كما أنه ينحل بشكل جيد في الميثانول والإيثانول.

## التحضير
يحضر هذا المركب وذلك بتمرير غاز البروم على محلول ساخن من الصودا الكاوية فيتشكل لدينا كل من برومات الصوديوم وبروميد الصوديوم
حيث تتم عملية الفصل بينهما من خلال البلورة.
ثم تتم عملية إرجاع لبرومات الصوديوم بالكربون (الفحم).

## الاستخدامات
- يستخدم مثل بروميد البوتاسيوم في التصوير الضوئي
- كان يستعمل سابقاً كمادة مهدئة.